# 邓井关街道
邓井关街道是中华人民共和国四川省自贡市富顺县下辖的一个街道办事处。
2019年8月31日，四川省人民政府批复设立邓井关街道，以原富世镇邓井关社区、青岗山社区、宋渡社区、临江社区、松山社区、谷草山社区、滨河社区、安和村、晨光村、锁江村和原互助镇互助社区、长山村、春光村、金城村、万古村、新湾村、力和村、骑龙村所属行政区域为邓井关街道的行政区域，邓井关街道办事处驻釜江大道西段417号。

## 行政区划
邓井关街道下辖以下村级行政区划单位：
晨光机关家属社区、晨光一厂家属社区、晨光二厂家属社区、晨光三厂家属社区、晨光四厂家属社区、邓井关社区、安和村、锁江村、晨光村、互助社区、长山村、力和村、骑龙村、万古村、春光村、金城村和新湾村。